# Quercus engelmannii
Quercus engelmannii — вид рослин з родини букових (Fagaceae); ендемік Каліфорнії, США й північного сходу Нижньої Каліфорнії, Мексика.

## Опис

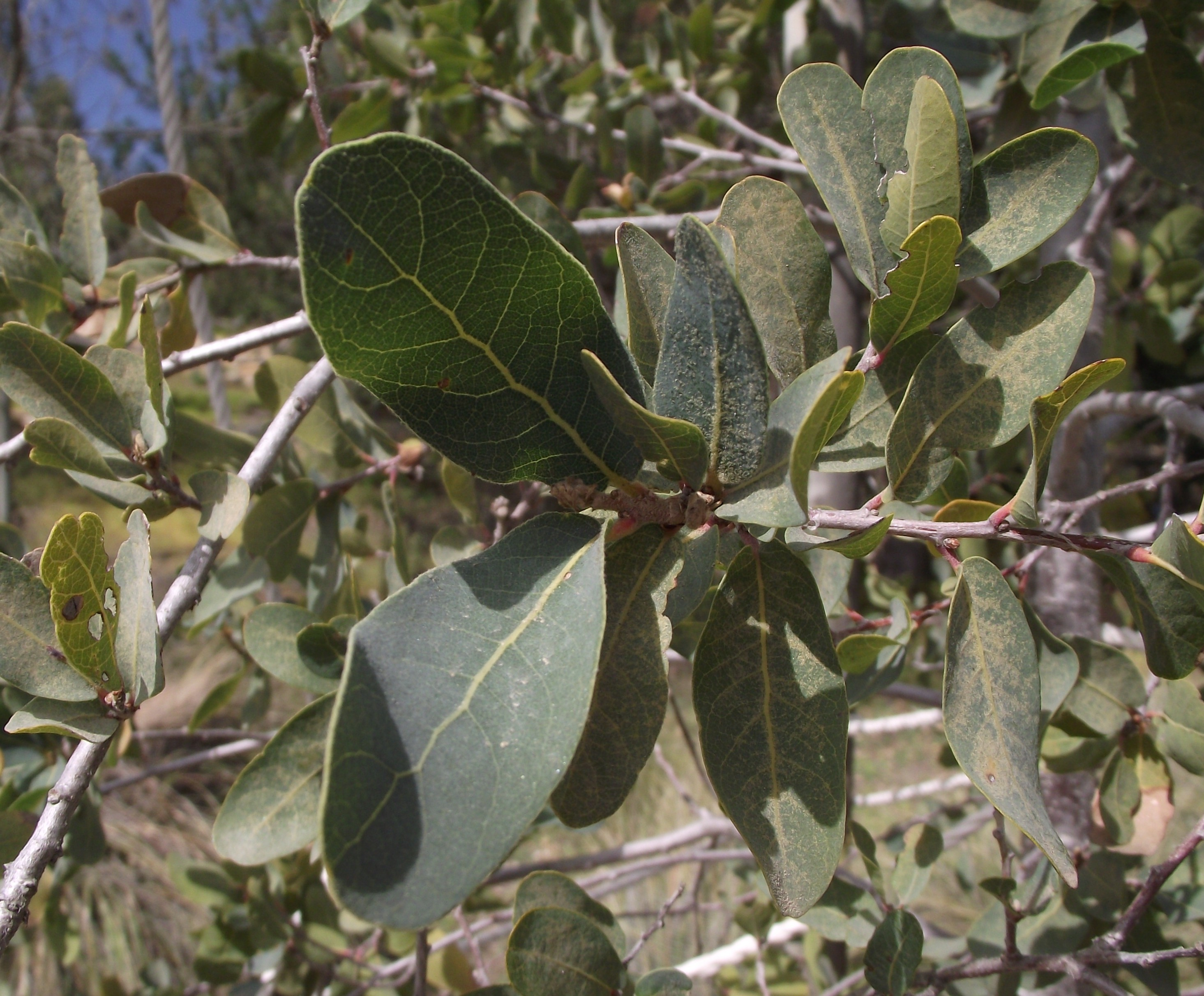
листки

Це дерево з відкритою розлогою кроною, заввишки до ≈ 12(15) м. Стовбур до 70 см в діаметрі; гілки низько на стовбурі. Кора сіра або білувата, щільно борозниста. Гілочки світло-коричневі, щільно або рідко зірчасто-запушені, незабаром голі. Листки 2.5–7 × 1.2–2.5 см, вічнозелені або майже так (листя може опадати під час посушливого літа), довгасті або еліптичні, товсті, шкірясті; верхівка округла; основа мінлива; край цілий або дрібно зубчастий біля вершини; синьо-зелені, голі, гладкі зверху; знизу жовто-зелені із зірчастими трихомами; ніжка листка 3–7 мм завдовжки. Чоловічі квітки цвітуть навесні у 3–4 см сережках. Жолуді поодинокі або парні, майже сидячі або на ніжці до 5–6 мм; горіх світло-коричневий, яйцеподібний або довгастий, 15–25 × 12–14 мм, гладкий або запушений біля верхівки; чашечка охоплює 1/3 горіха, глибиною 8–10 мм і 10–15 мм завширшки; дозрівають 1 рік. 2n = 24.

## Середовище проживання
Ендемік Каліфорнії, США й північного сходу Нижньої Каліфорнії, Мексика.
Нинішня природна популяція дуба Енгельмана розпорошена серед обмежених середовищ існування, які підтримують достатню кількість опадів (щонайменше 38 см на рік), рідкісні випадки заморозків та помірні літні температури. Цей вид можна зустріти в долинових луках, передгірних лісистих місцях над сухою прибережною рівниною та на узбережжі чапарралу. Росте на висотах 0–1300 м.

## Використання
Дуб Енгельмана займав важливу позицію в житті корінних народів. Племена Габріеліно-Тонгва чистили жолуді й мололи для використання в якості борошна. З цих мелених жолудів також виготовляли каші племена Луїсеньо та Дієґеньо. Також цілі жолуді зберігали у зерносховищах для зимового використання.

## Загрози й охорона
Є загроз для Q. engelmanni. Мабуть, найбільш очевидною є розростання передмість. Іншою загрозою є збільшення ризику пожежі, спричиненої людиною. Пошкодження молодих рослин гоферовими й оленями, а також зневоднення є також значущими загрозами. Викликають занепокоєння також поширення патогенного гриба Fusarium euwallacea і загалом вплив змін клімату.
У дендропарку округу Лос-Анджелес живе майже 250 дерев дуба Енгельмана, що є найбільшою збереженою популяцією, що залишилася в окрузі Лос-Анджелес. На іподромі Санта-Аніта є сусідня менша субпопуляція, а також ще один невеликий деревостан у Ботанічному саду Хантінгтон у Сан-Марино. На самому східному краю ареалу виду знаходиться ботанічний сад Ранчо Санта-Ана в Клермонті, де з кінця 2000-х років засновано гай із жолудів, зібраних у ізольованих диких особин. Плато Санта-Роза — це єдина заповідна територія, створена спеціально для дубів Енгельмана.